# 文档类型定义
XML文件的文档类型定义（Document Type Definition）可以看成一个或者多个XML文件的模板，在这里可以定义XML文件中的元素、元素的属性、元素的排列方式、元素包含的内容等等。
DTD（Document Type Definition）概念源於SGML，每一份SGML文件，均應有相對應的DTD。對XML文件而言，DTD並非特別需要，well-formed XML就不需要有DTD。DTD有四個組成如下：
- 元素（Elements）
- 屬性（Attribute）
- 實體（Entities）
- 注释（Comments）

由於DTD限制較多，使用時較不方便，近來已漸被XML Schema所取代。

## 聲明語法
- 元素声明語法如下：

```
<!ELEMENT 元素名稱　元素內容>
```

- 屬性声明語法如下：

```
<!ATTLIST 元素名稱、屬性名稱、屬性值型態、屬性的內定值>
```

- 實體声明語法如下：

```
<!ENTITY 實體名稱　實體內容>
```

- 注释語法如下：

```
<!-- 註解內容 -->
```